# А308.51 Sirius
МТК А308.51 Sirius — туристический автобус, выпускаемый ЧП «Автотехнология» с 2011 года. В основе его конструкции лежит шасси Volkswagen Crafter.
В базовую комплектацию входят: 22 пассажирских места, передняя автоматическая дверь, багажник объёмом до 1,5 м3, багажные полки, кондиционер, аудио- и видеосистема, средства громкой связи и ретардер. Стоимость составляет 89 900 USD.
Всего выпущено 34 экземпляра.

## Двигатель
| Модель двигателя                         | Количество и расположение цилиндров | Объём    | Мощность                            | Крутящий момент         | Выбросы СО2   |
| ---------------------------------------- | ----------------------------------- | -------- | ----------------------------------- | ----------------------- | ------------- |
| Дизельный двигатель внутреннего сгорания |                                     |          |                                     |                         |               |
| BJM                                      | 5, рядное                           | 2461 см³ | 163 л. с. (120 кВт) при 3500 об/мин | 350 Н*м при 2000 об/мин | Евро-3/Евро-4 |

## Модификации
- МТК А308.50 Sirius — туристический автобус вместимостью 21 место с электроприводом открытия дверей (1 экземпляр).
- МТК А308.51 Sirius — туристический автобус вместимостью 22 места с электроприводом открытия дверей (28 экземпляров).
- МТК А308.52 Sirius — туристический автобус вместимостью 22 места с электроприводом открытия дверей.
- МТК А308.42 Sirius — туристический автобус вместимостью 22 места с электроприводом открытия дверей.
- МТК А308.30 Sirius — туристический автобус вместимостью 22 места с ручным приводом открытия дверей.
- АТ A309.50 — 19-местный автобус на шасси Iveco Daily 50С15V0 с двигателем 3,0 л F1C.
- АТ A309.51 — автобус на шасси Iveco Daily 50С15V0.
- АТ A310.50 — автобус на шасси Iveco Daily.
- АТ A311.50 — автобус на шасси Iveco Daily.

## Галерея

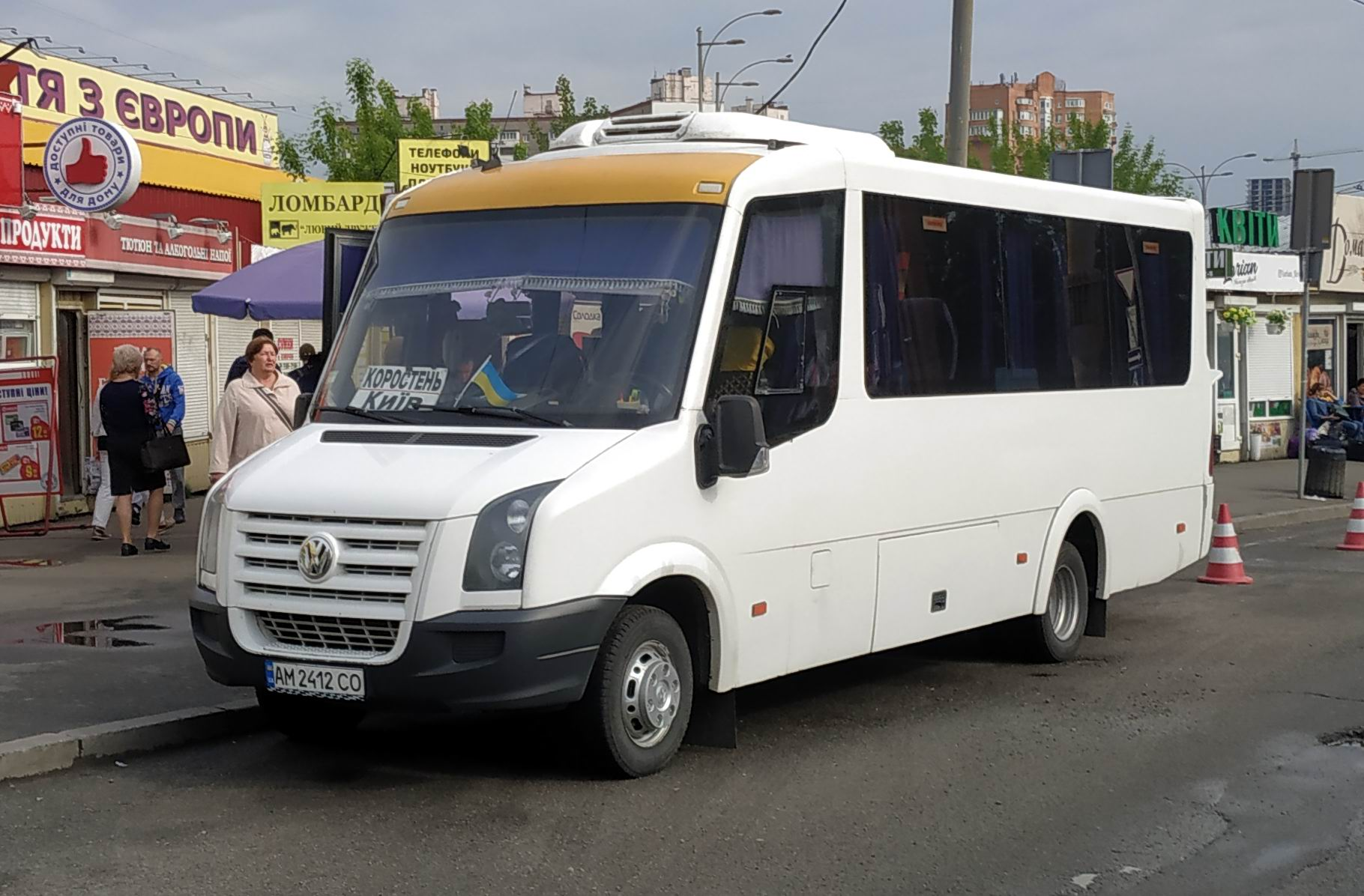
Вид спереди
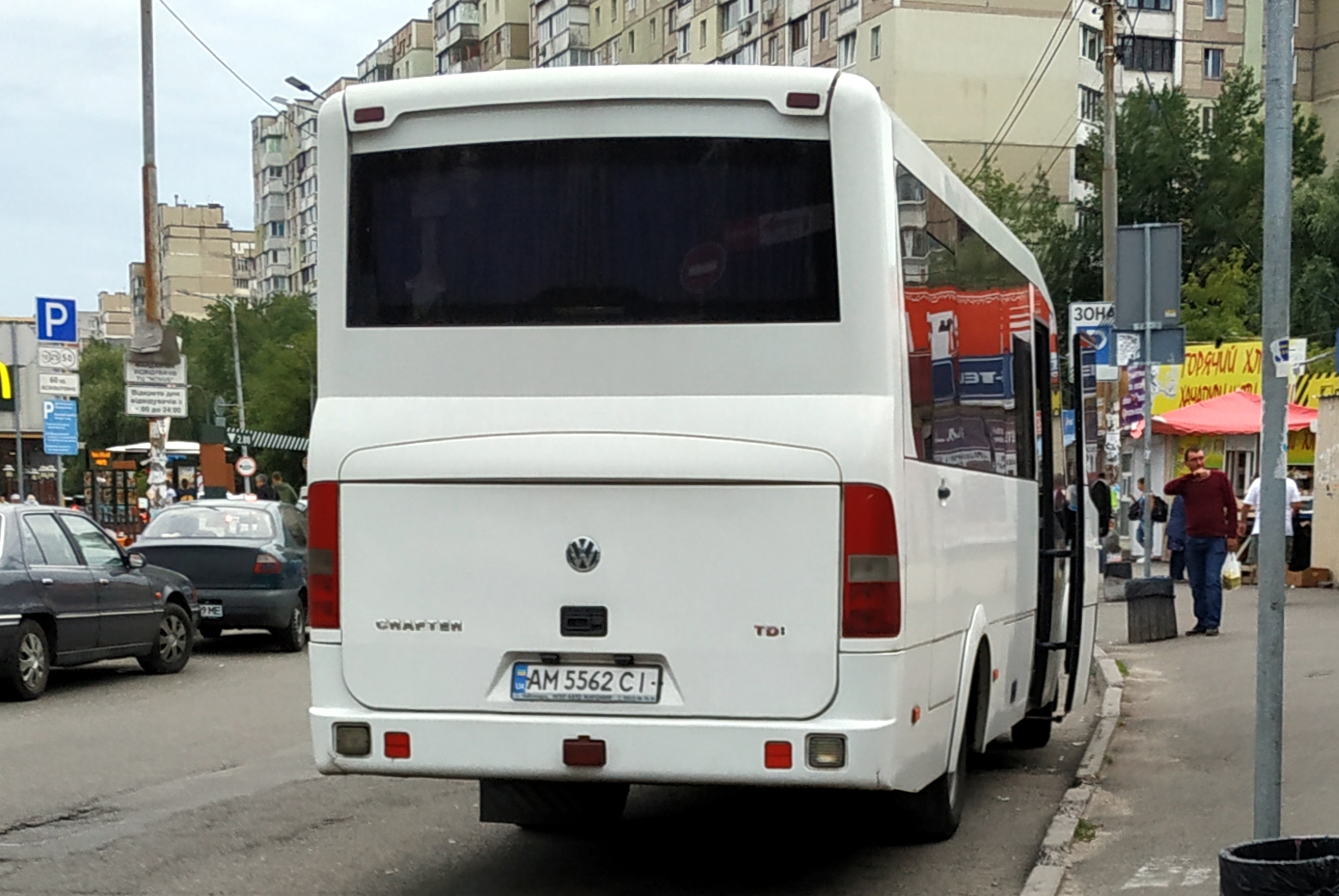
Вид сзади
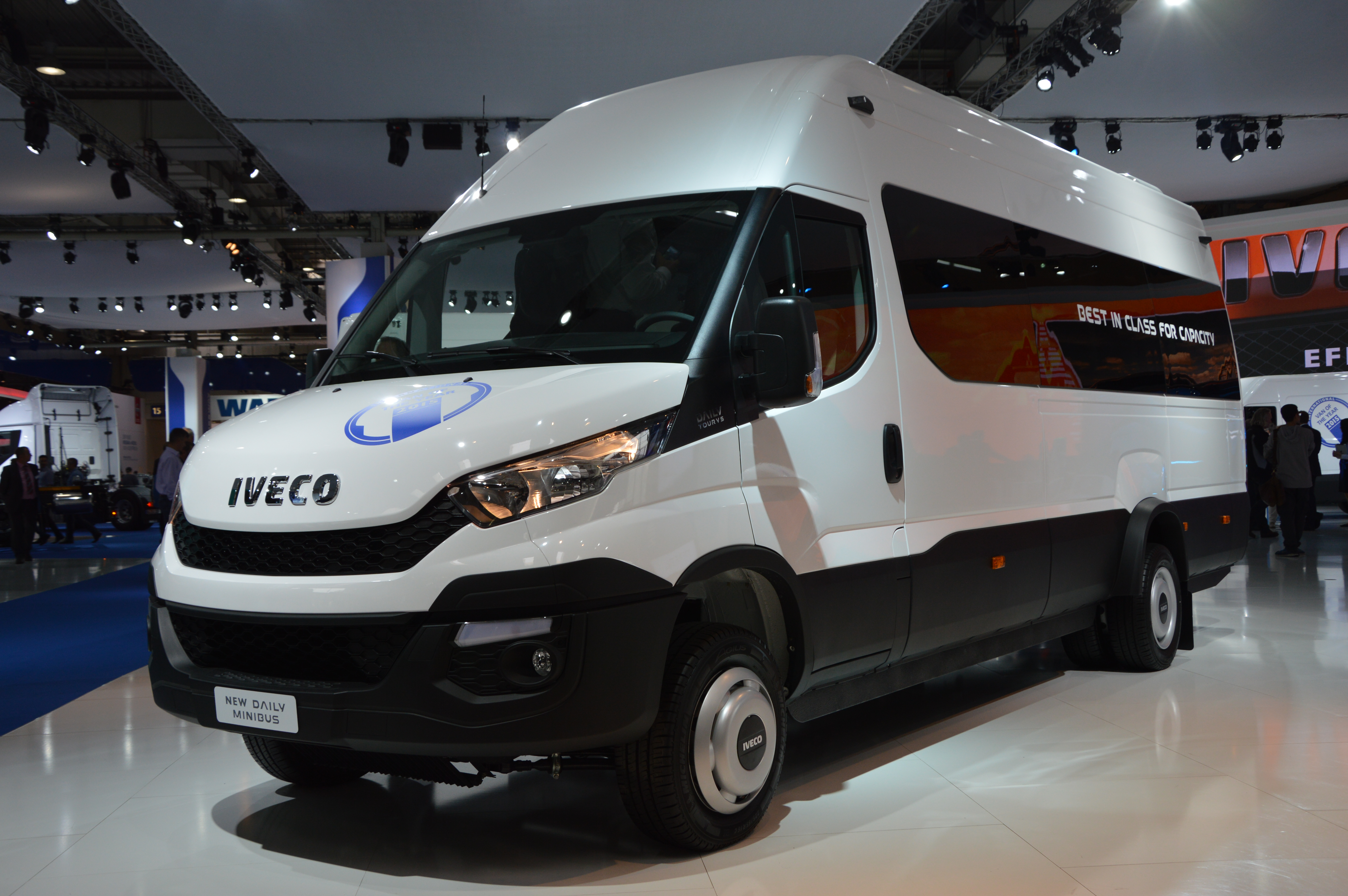
Iveco Daily